# 이브 할로
이브 할로(Eve Harlow, 1989년 6월 20일 ~ )는 캐나다의 배우이다. 소련에서 태어났으나 3개월 때 가족이 이스라엘로 이민하였고, 7년 후 다시 캐나다 브리티시컬럼비아주 밴쿠버로 이주하였다.

## 출연 작품

### 영화
- 주노 (2007)
- 2012 (2009)
- 죽여줘! 제니퍼 (2009)
- 톨 맨 (2012)
- When You Sleep (2012) - 단편
- 로스트 애프터 다크 (2015)
- We're Still Together (2015)
- 인스턴트 패밀리 (2018)
- 트리거 포인트 (2021)

### 텔레비전
- 카일 XY (2007)
- 안드로메다의 위기 (2008)
- 프린지 (2010)
- 카프리카 (2010)
- 플래시포인트 (2011)
- 로스트 걸 (2014)
- 비튼 (2014)
- 파고 (2014)
- 킬링 (2014)
- 원 헌드레드 (2014-15, 2019)
- 언리얼 (2015)
- 히어로즈 리본 (2015-16)
- 12 몽키즈 (2016)
- 레이 도노반 (2016)
- 에이전트 오브 쉴드 (2017-18)
- 씰 팀 (2018)
- NCIS: 로스앤젤레스 (2019)
- 루키 (2019-20)
- 남부의 여왕 (2021)
- DC 타이탄 (2021)
- 나이트 에이전트 (2023)
- 스타 트렉: 디스커버리 (2024)